# Villa Garrick

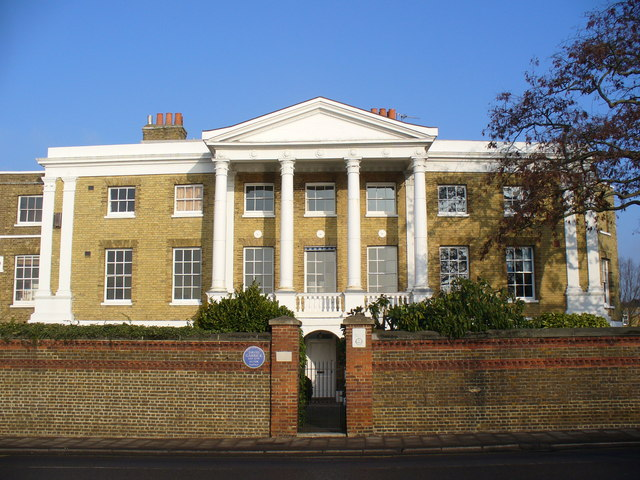
Garrick House, Hampton

La Villa Garrick est une maison de campagne classée  située sur Hampton Court Road dans le quartier londonien de Richmond upon Thames. Son parc et ses jardins sont classés au grade II par Historic England dans le registre des parcs et jardins historiques d'intérêt historique spécial en Angleterre.

## Histoire
La maison a été construite à l'origine au Moyen Âge. La maison de campagne était initialement répertoriée comme Hampton House avant son acquisition par David Garrick en 1754. Sa femme Eva Marie Veigel y restera après sa mort.
De nombreuses modifications y ont été apportées pendant le mandat de Garrick par Robert Adam , notamment le portique, la construction d'une orangerie et la construction d'un tunnel sous la route pour se connecter à sa pelouse au bord de la rivière. Une aile a été ajoutée sur le côté ouest de la maison en 1864 .
À la fin du XIXe siècle, la maison appartenait d'abord au célèbre prédicateur John Chippendall Montesquieu Bellew, puis à son fils, le célèbre acteur Kyrle Bellew.
Au début du XXe siècle, la maison était la maison familiale de Sir (James) Clifton Robinson (1848-1910), directeur général et ingénieur en chef de London United Tramways, et une seule voie de tramway privée menant au terrain a été construite. La maison a été convertie en appartements en 1922 et réaménagée à nouveau en 1969.
Le 25 octobre 2008, lors des travaux de construction de la maison, un incendie s'est déclaré et a été maîtrisé cinq heures plus tard .